# Wonder Girls (gruppo musicale)
Le Wonder Girls (원더걸스?) sono state un gruppo musicale sudcoreano, formatosi a Seul nel 2007 e scioltasi nel 2017, composta da Yubin, Yeeun, Sunmi e Hyelim. Il loro nome deriva dall'idea che siano "le ragazze che possono meravigliare il mondo".
Parte formante della seconda generazione di band femminili k-pop, il gruppo debuttò nei primi mesi del 2007 con il singolo "Irony". Nel 2009 compirono il loro debutto internazionale facendo da apri concerto al Jonas Brothers World Tour, dove si esibirono con la loro hit "Nobody". Il brano raggiunse la settantaseiesima posizione della Billboard Hot 100, il che rese le Wonder Girls il primo gruppo sudcoreano ad entrare nella classifica. Nel 2010 entrarono invece nello scenario cinese pubblicando la raccolta Wonder Girls, che includeva versioni in mandarino dei loro singoli "Tell Me", "So Hot" e "Nobody". Nel 2012 la band firmò un contratto con la DefStar Records, in preparazione del loro debutto in Giappone. Dal 2007, le Wonder Girls hanno pubblicato tre album studio: The Wonder Years (2007), Wonder World (2011) e Reboot (2015).
Della girl band facevano parte all'inizio anche Hyuna, Sohee e la frontwoman Sunye, che lasciarono il gruppo rispettivamente nel 2007 e nel 2015. Sin da allora le Wonder Girls si sono esibite come quartetto.

## Storia

### Prima del debutto
Le Wonder Girls furono presentate attraverso il programma televisivo MTV Wonder Girls. I primi quattro episodi trattarono il carattere e il profilo di ogni membro. Quando Yeeun venne aggiunta al gruppo come quinto componente, le Wonder Girls si esibirono in studio con una cover di "Don't Cha" delle Pussycat Dolls e alcuni brani propri, tra cui "Irony" e "It's Not Love". Sunye cantò "Stand Up for Love" delle Destiny's Child, HyunA invece mostrò una sequenza di ballo. Yeeun, Sunmi e Sohee si esibirono con "Together Again" di Janet Jackson.

### 2007-2008: il debutto eThe Wonder Years

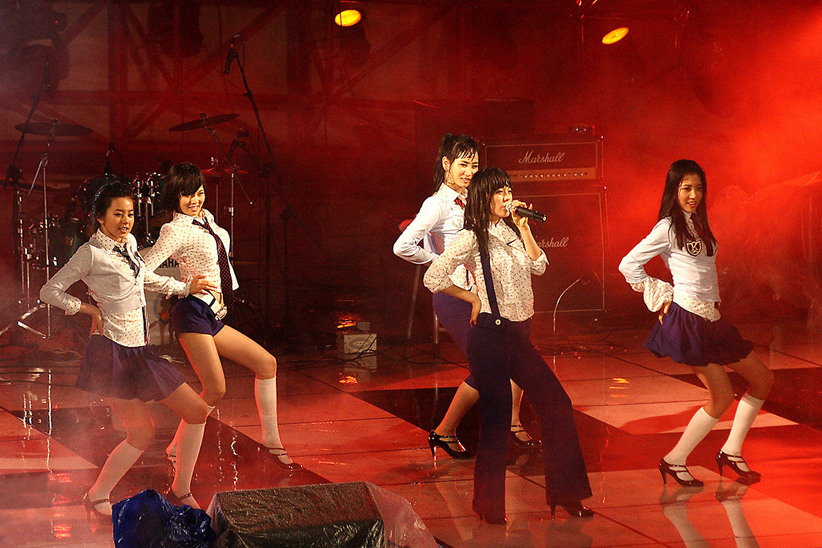
Le Wonder Girls eseguono Irony nel marzo 2007

Le Wonder Girls debuttarono ufficialmente all'inizio del 2007 nel programma Show! Music Core della rete MBC, esibendosi con "Irony", il singolo hip-hop tratto dal loro primo album singolo, The Wonder Begins. Tennero vari concerti anche in Cina dopo aver imparato la lingua, e intanto la loro attività rallentò a causa di problemi di salute. Alla fine di luglio, i genitori di HyunA la ritirarono dal gruppo poiché preoccupati per la sua gastroenterite cronica e i ripetuti svenimenti: in autunno, la ragazza venne sostituita da Yubin dell'agenzia Good Entertainment, che debuttò tre giorni dopo durante il programma Music Bank, eseguendo insieme alle altre il brano "Tell Me".
Il loro primo album esteso, The Wonder Years, venne pubblicato la settimana successiva insieme al singolo "Tell Me". A causa dell'aggiunta di Yubin all'ultimo momento, il disco non contiene la sua voce, ma nelle esibizioni live di "Tell Me" venne aggiunto un bridge da lei eseguito. La semplice coreografia venne molto imitata: entro ottobre, su YouTube e Daum erano apparsi numerosi video di fan che la ripetevano. Alla fine dell'anno, le Wonder Girls tornarono sulle scene con il secondo singolo, "This Fool".
A febbraio 2008, si unirono al tour di concerti del loro produttore Park Jin-young come ospiti speciali, esibendosi, oltre che in Corea, anche negli Stati Uniti, dove firmarono un contratto con la Creative Artists Agency. A maggio, si diffuse la voce di un imminente ritorno di HyunA nel gruppo, ma la JYP Entertainment smentì la notizia. Il 22 dello stesso mese, uscì il singolo "So Hot". In autunno, le Wonder Girls presentarono il video musicale di "Nobody", che venne pubblicato anche digitalmente.
Ai MNet KM Music Festival Awards, vinsero tre premi: "Song of the Year", "Best Music Video" (per "Nobody") e "Best Female Group". Un mese dopo, ricevettero anche un Golden Disk Awards per l'elevato numero di vendite. Ai Seoul Music Award, le Wonder Girls vinsero il premio di artisti dell'anno per "Nobody" e due altri riconoscimenti.

### 2009-2010: il debutto internazionale e il cambio di formazione

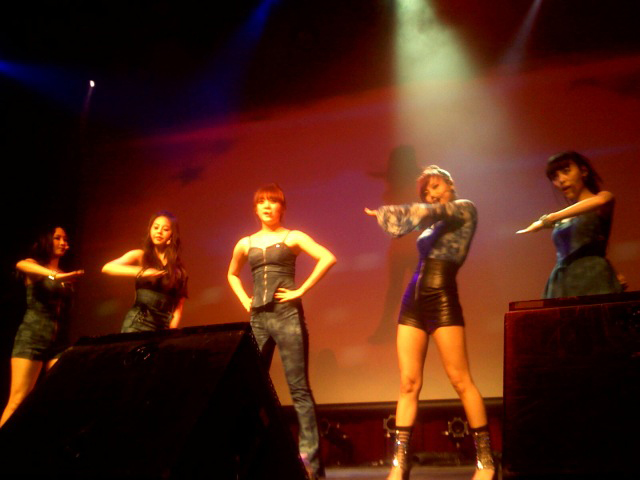
Le Wonder Girls si esibiscono con "Tell Me" al The Fillmore in San Francisco, nel giugno 2010. Da sinistra: Yeeun, Sohee, Hyelim, Yubin e Sunye.

Nel giugno 2009, la JYP Entertainment annunciò che le Wonder Girls si sarebbero unite ai Jonas Brothers nel segmento nordamericano del Jonas Brothers World Tour 2009 e che "Nobody" e "Tell Me" sarebbero state tradotte in inglese. Fu resa inoltre nota la creazione di un album interamente in lingua inglese. Per concentrarsi sull'imminente debutto oltreoceano, Sohee e Sunmi lasciarono il liceo. La versione inglese di "Nobody" uscì il 26 giugno 2009, il giorno prima dell'inizio del tour con i Jonas Brothers. Le Wonder Girls avrebbero dovuto affiancarli per tredici date, ma il numero venne poi ampliato a quarantacinque. "Nobody" entrò nella Billboard Hot 100 a ottobre, rendendole il primo gruppo sudcoreano ad apparire nella classifica.
Il 22 gennaio 2010, JYP annunciò che Sunmi avrebbe rinviato la carriera musicale in favore di quella accademica, e che l'apprendista Hyelim avrebbe preso il suo posto. Intanto, le Wonder Girls stavano preparando il loro primo album in inglese, con sei tracce nuove, mentre le altre sei sarebbero state le versioni tradotte di precedenti brani in coreano: a causa, tuttavia, dell'abbandono di Sunmi, il progetto e il tour in programma vennero rimandati.
A maggio, uscì il nuovo singolo/EP "2 Different Tears", la cui title track fu registrata in inglese, cinese e coreano. Il 4 giugno, il gruppo iniziò un tour negli Stati Uniti e in Canada, il Wonder World Tour, a cui parteciparono anche i compagni di agenzia 2PM e 2AM.

### 2011-2012:Wonder Worlde il debutto in Giappone
Il 4 luglio 2011 le Wonder Girls si esibirono alla cerimonia di chiusura dei Giochi olimpici speciali ad Atene, eseguendo il brano folk "Arirang", "Nobody" in inglese e "Tell Me" in coreano. L'11 novembre uscì l'album esteso Wonder World, alla cui stesura le ragazze diedero il proprio contributo: Yeeun scrisse e arrangiò "G.N.O", Lim scrisse "Act Cool" e Yubin realizzò le parti rap di "Girls Girls", "Me, in" e "Sweet Dreams".
Nel 2012, in America uscirono il film televisivo The Wonder Girls e la sua colonna sonora, "The DJ is Mine". Il 3 giugno, le Wonder Girls pubblicarono in Corea l'EP Wonder Party e la title track "Like This", mentre il 25 luglio debuttarono in Giappone con l'EP Nobody For Everybody. Nel frattempo, uscì il singolo digitale "Like Money", a cui partecipò anche il cantante Akon.
A settembre, le Wonder Girls eseguirono tre canzoni tratte dall'imminente album in inglese ("Ouch", "Stay Together" e "Wake Up"), mentre il 14 novembre pubblicarono in Giappone la raccolta Wonder Best. Due settimane dopo, Sunye, leader del gruppo, annunciò che a gennaio si sarebbe sposata e si sarebbe poi concentrata sulla vita coniugale. Le altre componenti delle Wonder Girls, nel frattempo, si sarebbero dedicate ad attività individuali, recitazione e carriere da soliste.

### 2013-2017: il ritiro di Sohee e Sunye, la pausa, il ritorno e lo scioglimento
L'ultima esibizione delle Wonder Girls avvenne il 5 febbraio 2013. Il 21 dicembre, Sohee lasciò il gruppo poiché aveva deciso di non rinnovare il contratto scaduto con la JYP Entertainment. Firmò successivamente con la BH Entertainment per dedicarsi alla carriera da attrice. Il 19 marzo 2014 la JYP Entertainment assicurò che il gruppo non si era sciolto, nonostante la comunicazione, da parte di Sunye, di volersi dedicare ad opere missionarie ad Haiti per cinque anni.
Dopo più di due anni di pausa, le Wonder Girls tornarono sulla scena musicale il 3 agosto 2015 con il terzo album esteso Reboot e il singolo "I Feel You", come band piuttosto che come gruppo dance. La formazione vide Sunmi di nuovo in attività al basso, Yeeun alla tastiera, Hyelim alla chitarra e Yubin alla batteria. Sunye, invece, annunciò ufficialmente l'uscita dal gruppo il 20 luglio. A metà 2016, promossero i singoli "To the Beautiful You" e "Why So Lonely".
Il 26 gennaio 2017, fu annunciato lo scioglimento delle Wonder Girls. Il 17 febbraio dello stesso anno pubblicarono un ultimo singolo di addio, "Thank You For Being So Wonderful".

## Formazione
- Yubin (유빈) – voce, rapper, batteria (2007-2017)
- Yeeun (예은) – voce, tastiera (2007-2017)
- Sunmi (선미) – voce, basso (2007- 2010, 2015-2017)
- Hyelim (혜림) – voce, rapper, chitarra (2011-2017)

### Ex componenti
- Hyunah (�현아) – rapper (2007)
- Sohee (소희) – voce (2007-2015)
- Sunye (선예) – voce (2007-2015)

## Discografia

### Album in studio
- 2007 – The Wonder Years
- 2011 – Wonder World
- 2015 – Reboot

### EP
- 2008 – The Wonder Years: Trilogy
- 2010 – 2 Different Tears
- 2012 – Wonder Party
- 2012 – Nobody for Everybody

### Raccolte
- 2010 – Wonder Girls
- 2012 – Wonder Best

## Videografia
- 2007 – Irony
- 2007 – It's Not Love
- 2007 – Tell Me
- 2007 – This Fool
- 2008 – Take It
- 2008 – Wishing on a Star
- 2008 – So Hot
- 2008 – This Time
- 2008 – Nobody
- 2009 – Now
- 2010 – 2 Different Tears
- 2011 – K-Food Party
- 2011 – Be My Baby
- 2012 – The DJ Is Mine
- 2012 – Like This
- 2012 – Nobody ～あなたしか見えない～
- 2012 – Like Money
- 2015 – I Feel You
- 2016 – Why So Lonely